# Nazionale femminile di roller derby della Spagna
La nazionale di roller derby della Spagna è la selezione maggiore femminile di roller derby, il cui nickname è Team Spain, che rappresenta la Spagna nelle varie competizioni ufficiali o amichevoli riservate a squadre nazionali. Si è classificata settima nel Campionato europeo di roller derby 2014 di Mons e ventiquattresima nel Campionato mondiale di roller derby 2014 di Dallas.

## Risultati
Legenda: Grassetto: Risultato migliore, Corsivo: Mancate partecipazioni

## Dettaglio stagioni

### Tornei

#### Mondiali
| Stagione | regular season | regular season | regular season | regular season | regular season | regular season | playoff | playoff | playoff | playoff | playoff | playoff          | playoff    |
|          | Vin            | Par            | Per            | Tot            | PF             | PS             | Vin     | Per     | Tot     | PF      | PS      | risultato        | avversaria |
| -------- | -------------- | -------------- | -------------- | -------------- | -------------- | -------------- | ------- | ------- | ------- | ------- | ------- | ---------------- | ---------- |
| 2014     | 0              | 0              | 3              | 3              | 164            | 709            | 1       | 0       | 1       | 227     | 143     | Ventiquattresima | Sudafrica  |
|          |                |                |                |                |                |                |         |         |         |         |         |                  |            |
| Totale   | 0              | 0              | 3              | 3              | 164            | 709            | 1       | 0       | 1       | 227     | 143     |                  |            |

#### Europei
| Stagione | regular season | regular season | regular season | regular season | regular season | regular season | playoff | playoff | playoff | playoff | playoff | playoff   | playoff    |
|          | Vin            | Par            | Per            | Tot            | PF             | PS             | Vin     | Per     | Tot     | PF      | PS      | risultato | avversaria |
| -------- | -------------- | -------------- | -------------- | -------------- | -------------- | -------------- | ------- | ------- | ------- | ------- | ------- | --------- | ---------- |
| 2014     |                |                |                |                |                |                | 1       | 2       | 3       | 414     | 477     | Settima   | Portogallo |
|          |                |                |                |                |                |                |         |         |         |         |         |           |            |
| Totale   |                |                |                |                |                |                | 1       | 2       | 3       | 414     | 477     |           |            |

### Riepilogo bout disputati
| Anno | Luogo  | Evento   | Fase del torneo             | Incontro             | Risultato |
| 2014 | Mons   | Europeo  | Quarti di finale            | Spagna - Germania    | 32 - 255  |
| 2014 | Mons   | Europeo  | Primo turno di consolazione | Spagna - Danimarca   | 96 - 126  |
| 2014 | Mons   | Europeo  | Finale 7º - 8º posto        | Portogallo - Spagna  | 96 - 286  |
| 2014 | Dallas | Mondiale | Fase a gironi               | Spagna - Irlanda     | 74 - 203  |
| 2014 | Dallas | Mondiale | Fase a gironi               | Inghilterra - Spagna | 290 - 20  |
| 2014 | Dallas | Mondiale | Fase a gironi               | Germania - Spagna    | 216 - 70  |
| 2014 | Dallas | Mondiale | Fase di consolazione        | Spagna - Sudafrica   | 227 - 143 |

## Confronti con le altre Nazionali
Questi sono i saldi della Spagna nei confronti delle Nazionali incontrate.

### Saldo positivo
| Nazionale  | Giocate | Vinte | Pareggiate | Perse | PF  | PS  | Ultima vittoria | Ultimo pari | Ultima sconfitta |
| ---------- | ------- | ----- | ---------- | ----- | --- | --- | --------------- | ----------- | ---------------- |
| Portogallo | 1       | 1     | 0          | 0     | 286 | 96  | 2014            | -           | -                |
| Sudafrica  | 1       | 1     | 0          | 0     | 227 | 143 | 2014            | -           | -                |

### Saldo negativo
| Nazionale   | Giocate | Vinte | Pareggiate | Perse | PF  | PS  | Ultima vittoria | Ultimo pari | Ultima sconfitta |
| ----------- | ------- | ----- | ---------- | ----- | --- | --- | --------------- | ----------- | ---------------- |
| Germania    | 2       | 0     | 0          | 2     | 102 | 471 | -               | -           | 2014             |
| Inghilterra | 1       | 0     | 0          | 1     | 20  | 290 | -               | -           | 2014             |
| Irlanda     | 1       | 0     | 0          | 1     | 74  | 203 | -               | -           | 2014             |
| Danimarca   | 1       | 0     | 0          | 1     | 96  | 126 | -               | -           | 2014             |